# Пірамідка чотиригранна
Пірамідка чотиригранна (Pyramidula tetragona) — вид мохів монотипового роду Pyramidula з родини Funariaceae.

## Поширення
Вид поширений у центральній частині Північної Америки, а також у Європі й Африці.

## Охорона
Pyramidula tetragona охороняється в Європі і занесена до Додатку І Бернської конвенції (охоронна категорія: вид підлягає особливій охороні).